# Kamienica przy ulicy Długiej 11a w Krakowie
Kamienica przy ulicy Długiej 11a – zabytkowa kamienica, znajdująca się w Krakowie w dzielnicy I przy ulicy Długiej 11a na rogu z ulicą Krzywą 2, na Kleparzu.
Kamienica została wzniesiona około 1892 lub 1895. Zaprojektowana została przez Leopolda Tlachnę.
30 sierpnia 1988 kamienica została wpisana do rejestru zabytków. Znajduje się także w gminnej ewidencji zabytków.